# Бартинов, Николай Иванович
Николай Иванович Бартинов (21 июня 1947 — 20 сентября 2023) — советский и российский военный деятель, начальник ПВО ВМФ России (1995—2000), контр-адмирал (1993).

## Биография
Родился в деревне Пантелеевская Вожегодского района Вологодской области.
В 1965 году с золотой медалью закончил Явенгскую среднюю школу, в 1970 году с отличием — Ленинградское высшее военно-морское училище имени Фрунзе.
Затем до 1991 года служил в Североморске. В 1975 году окончил Высшие специальные офицерские классы, в 1985 году — Военно-командную академию войск ПВО им. Г. К. Жукова.
В 1985—1989 годах начальник ПВО оперативной эскадры Северного флота. В 1989—1991 годах заместитель начальника ПРО Северного флота.
С 1991 года начальник ПВО Тихоокеанского флота. Контр-адмирал (22.06.1993).
В 1995—2000 годах начальник ПВО ВМФ Российской Федерации.
С 2003 года в запасе.
Скоропостижно скончался 20 сентября 2023 года.
Награждён орденами «За службу Родине в ВС СССР» 3-й степени, «За военные заслуги».